# Poggibonsi
Poggibonsi és un municipi italià, situat a la regió de la Toscana i a la província de Siena. L'any 2004 tenia 28.637 habitants.